# Carlos Valderrama
Carlos Alberto Valderrama Palacio (Santa Marta, 2 de septiembre de 1961) también conocido popularmente como "El Pibe" Valderrama, es un exfutbolista, profesor de historia y comentarista deportivo colombiano. 
Fue un mediocampista de muy buena técnica, participó en los mundiales de Italia 1990, Estados Unidos 1994 y Francia 1998. Fue incluido como miembro FIFA 100 por Pelé y ocupa el 39.º lugar en el ranking del mejor jugador sudamericano del siglo XX publicado por la IFFHS en 2004. Valderrama ganó muchos reconocimientos, entre ellos, Mejor Futbolista de América en 1987 y 1993, y títulos, como el campeonato colombiano con Atlético Junior en 1993 y 1995. Se le recuerda como la máxima figura de una destacada generación de futbolistas colombianos que lució desde mediados de los años 1980 hasta mediados de los años 1990, de la que también formaron parte René Higuita, Leonel Álvarez, Arnoldo Iguarán, Adolfo Valencia, Albeiro Usuriaga, Iván René Valenciano, Freddy Rincón y Faustino Asprilla, entre otros importantes jugadores. También suele ser considerado como uno de los máximos ídolos del Junior De Barranquilla por la hinchada y por la misma institución.
Es el primer colombiano en ingresar al Salón de la Fama del Fútbol, distinción que se llevó a cabo el 12 de noviembre de 2014 en la ciudad de Pachuca, México.
Actualmente "El Pibe" sigue relacionado con el fútbol. Valderrama sube resúmenes del fútbol colombiano y las eliminatorias Conmebol en su canal de YouTube con regularidad en los cuales también da su opinión sobre algunos partidos y de vez en cuando entrevista a algunos personajes importantes en la historia del fútbol colombiano en la sección "Un Rato Con El Pibe". Valderrama ya cuenta con más de 200 mil suscriptores en su canal de YouTube. También trabaja en Fútbol de Primera, emisora de Andrés Cantor, relator de Telemundo.
Es uno de los 15 jugadores con más asistencias de la historia del futbol, se retiró siendo el internacional con más asistencias en el mundo de selecciones nacionales

## Biografía[13]

### Legado deportivo
Valderrama es descendiente de una familia de futbolistas tanto por parte materna como paterna, es hijo de Carlos "Jaricho" Valderrama y Juana Palacio. A continuación se relacionan todos los familiares de Carlos "el Pibe" Valderrama que jugaron al fútbol profesionalmente:
Padre: Carlos "Jaricho" Valderrama Puche: fue campeón con el Unión Magdalena y jugó la eliminatoria mundialista con la Selección Colombia.
Tío paterno: Pablo "Sabú" Valderrama Puche: Jugó para Unión Magdalena (1956-60 y 1964-1966), Atlético Bucaramanga (1961) y Cúcuta Deportivo (1962).
Tíos maternos: Aurelio "Yeyo'" Palacio es el jugador con más partidos disputados con el Unión Magdalena (338); además, fue el autor del gol para el único título del equipo. Justo Palacio fue campeón y disputó varias temporadas con el Unión Magdalena.
Hermanos: Alan se destacó en Millonarios y Ronald, quien jugó la Copa Mundial de Fútbol Sub-20 de 1987 con la Selección Colombia y en clubes con Unión Magdalena, Unicosta y Junior.
Primos: Didí Alex Valderrama y Pablo Yico Valderrama.
Sobrino: Miguel "Fercho" González Palacio quien jugó para Unión Magdalena, Atlético Bucaramanga, Cúcuta Deportivo y Sporting de Barranquilla en Colombia, pero se destacó en Venezuela siendo campeón con el Deportivo Anzoátegui y el Caracas FC.
Sobrino segundo: Jarlan Barrera.

### Apodo
Es mundialmente conocido como "el Pibe", apodo que le fue dado por un argentino amigo de su papá (en Argentina "pibe" significa niño o joven). En menor grado también lo llaman 'Mono' (término con el que se designa en Colombia a las personas rubias).

## Trayectoria

### Liceo Celedón
El primer equipo en el que jugó fue el del Liceo Celedón, el colegio donde estudiaba y del que su padre 'Jaricho' era el entrenador; en esos primeros años el 'Pibe' jugaba como delantero y convertía gran cantidad de goles, pero progresivamente fue dejando de ser atacante para convertirse en el creador, el organizador de juego de su equipo.
Durante su juventud, con el apoyo de su papá y de Eduardo Dávila, dirigente del Unión Magdalena, ingresa al fútbol profesional. Desde ahí hace todo su recorrido como futbolista, hasta jugar en Europa, Estados Unidos, y ser figura en sus equipos y en la Selección Colombia hasta su despedida como futbolista profesional en Barranquilla en 2002.

### Unión Magdalena
Debutó profesionalmente en el Unión Magdalena de su tierra natal en 1980.

### Millonarios F.C.
Después fue traspasado a Millonarios en 1984, equipo en el que no tuvo mayor figuración ya que el técnico de entonces Jorge Luis Pinto lo puso a jugar muy poco.

### Deportivo Cali
En 1985 llegó al Deportivo Cali e hizo parte del gran equipo dirigido por Vladimir Popovic, junto a Álvaro "Polaco" Escobar, Sergio el "Checho" Angulo, y Bernardo Redín. Este conjunto se destacó por su estilo suelto y vistoso para jugar, así como la gran dupla que conformó con Redin, logrando el subcampeonato colombiano en 1985 y 1986 detrás del América, con lo que el 'Pibe' obtuvo un gran reconocimiento.

### Montpellier
En 1988 pasó al Montpellier Herault SC de Francia donde ganó la Copa de Francia en 1990. Sus primeros meses en el equipo francés fueron muy difíciles: pese a haber llegado con la distinción de Mejor Jugador de América en 1987, el técnico Pierre Mosca le daba pocos minutos de juego y en ocasiones no lo consideraba siquiera como suplente. Incluso en algunas oportunidades lo envió a entrenar con el equipo de tercera categoría. Tras la salida de Mosca, el nuevo técnico Aimé Jacquet le permitía estar en la banca y jugar los últimos minutos de los partidos. Michel Messy asumió la dirección del equipo a principios de 1991 ante el despido de Jacquet y con ello Valderrama volvió a ser titular y a desplegar todo el fútbol que le había dado reconocimiento.

### Real Valladolid
En 1991 jugó en el Real Valladolid, equipo en el que ya había una importante presencia colombiana comenzando por el técnico Francisco Maturana, también estaban los jugadores René Higuita y Leonel Álvarez y el preparador físico Diego Barragán. A pesar de ello el conjunto vallisoletano tuvo una pobre campaña. Una anécdota quedó del partido ante el Real Madrid en el Santiago Bernabéu: en un tiro de esquina el internacional español Miguel González 'Michel' intenta, sin conseguirlo, provocar a Valderrama tocándole los genitales ante la incredulidad del colombiano, acción que fue captada por las cámaras de TV y de la que el español fue comidilla de los medios por varios meses, al punto que algunos aficionados de otros equipos intentaban presionarle y desconcentrarle luciendo pelucas rubias que emulaban la cabellera de Valderrama en los diferentes estadios donde jugaba el Madrid.

### Independiente Medellín
En 1992 fue adquirido por el Independiente Medellín. Jugó para el segundo semestre de ese año, bajo la dirección de Julio Comesaña. A pesar de que el equipo no clasificó a las finales, fue el jugador más destacado del semestre.

### Atlético Junior
En 1993 el dueño del Junior de Barranquilla, Fuad Char, adquirió el pase de Carlos y también a otros jugadores de experiencia como Miguel 'Niche' Guerrero e Iván René Valenciano, quien jugaba para el Atalanta de Italia, y como entrenador a Comesaña, y conformó un equipo muy fuerte para buscar el título de la temporada. Con el equipo ganó las fases del campeonato (Apertura, Finalización), clasificando a cuadrangulares, y quedando campeón el día 19 de diciembre. Carlos fue el capitán del equipo, que también formaba una gran zona medular con Víctor Danilo Pacheco y Oswaldo Mackenzie. Fue reconocido otra vez como el futbolista del año. Entre sus momentos más especiales, el gol que anotó a Atlético Nacional en Medellín, en el juego que terminó 3 a 3, y como líder en la contienda final contra América, arengando a sus compañeros, y sirviendo el pase para el gol anotado por Oswaldo Mackenzie, a la postre, el gol del título.
En 1994 estuvo en la Copa Libertadores. Tras volver de la que probablemente fue la lesión más grave de su carrera, jugó las semifinales del torneo pero el Junior fue eliminado en tanda de penales por Vélez Sársfield, que a la postre sería el campeón suramericano e intercontinental.
En 1995, tras un frustrado traspaso a Newell's Old Boys, Valderrama volvió a ser campeón de liga con el Junior de Barranquilla tras un maratónico cabeza a cabeza con el América de Cali.

### Estados Unidos
En 1996 emigró a Estados Unidos para jugar en Tampa Bay Mutiny (1996-97 y 2000-01), Miami Fusion (1998-99) y Colorado Rapids (2001-02). Durante su etapa en Estados Unidos fue cedido a préstamo en octubre de 1996 al Deportivo Cali donde jugó hasta el mes de marzo de 1997. Es el cuarto máximo asistidor de la Major League Soccer, con 114 asistencias, y hace parte del MLS All-Time Best XI, escogido en 2005 para reconocer a los mejores once jugadores en la primera década de historia de la liga.

### Retiro
Valderrama anunció su retiro del fútbol el 12 de abril de 2003 y su partido de despedida fue programado para el 1 de febrero de 2004 en el Estadio Metropolitano Roberto Meléndez. Sin embargo, tras conversaciones informales con las directivas y el cuerpo técnico de Unión Magdalena, Valderrama aceptó la invitación para unirse a la pretemporada con el club el 5 de enero de 2004.
Su retorno al fútbol con 42 años de edad no se concretó al Valderrama ausentarse del primer entrenamiento, pese al revuelo que causó la noticia en su natal Santa Marta. "Recibí una invitación (...) para cumplir mi sueño de terminar mi carrera en el Unión. Tenía cita el 5 de enero a las 6:30 a.m. para entrenar, pero me levanté a las 8. Cuando esta situación se presenta uno se da cuenta de que es mejor irse", declaró a los medios de comunicación el día siguiente, efectivamente poniendo fin a su carrera como futbolista.

## Selección nacional

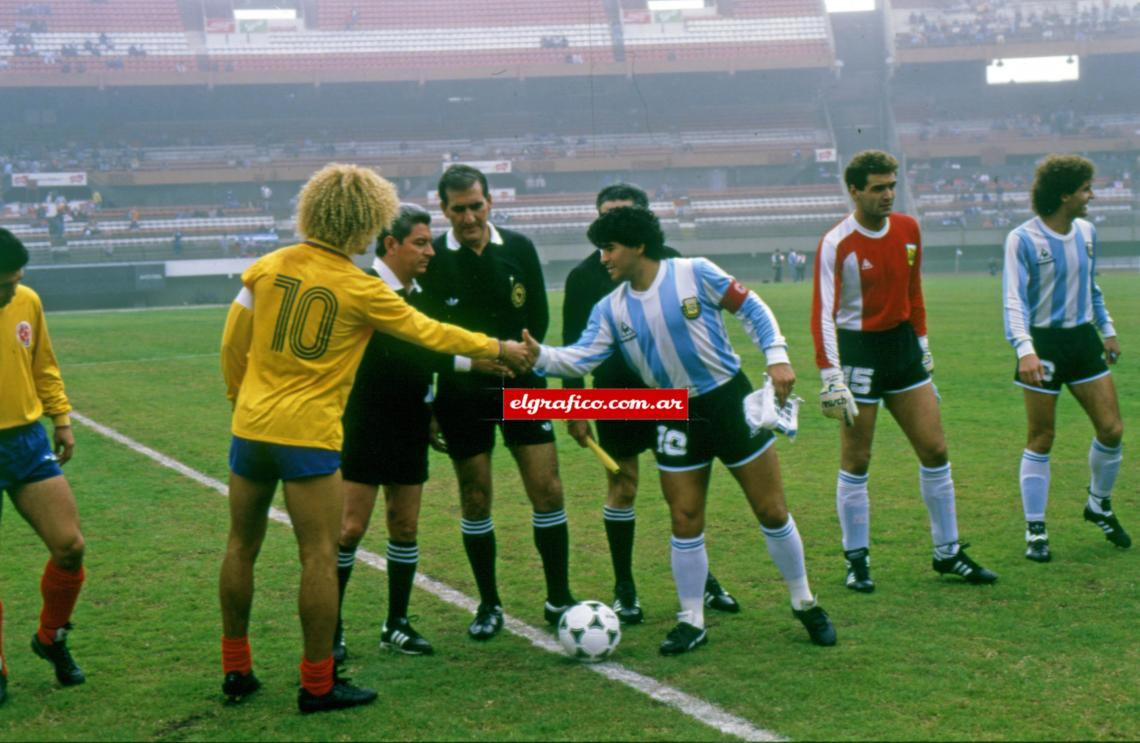
Valderrama saludando a Diego Maradona en el partido por el 3.° puesto para la copa América de 1987.

Su primera participación internacional con el equipo colombiano fue en 1981, integrando el representativo que jugó un torneo amistoso en Brasil y otro, el Juventud de América en Ecuador. El técnico era Eduardo Retat.
El médico Gabriel Ochoa Uribe lo convoca por primera vez a la selección mayor de  Colombia en 1985 para enfrentar los partidos de la serie de repechaje válida para la clasificación a la Copa Mundial de Fútbol de 1986 a celebrarse en México. El rival de turno era Paraguay: el partido de ida en el estadio Defensores del Chaco terminó 3-0 a favor del conjunto guaraní, y el de vuelta en el Pascual Guerrero culminó con triunfo 2-1 para el elenco cafetero, con lo que finalmente quedó eliminado del torneo orbital. Este partido fue la despedida de Willington Ortiz como jugador de la selección colombiana; por mucho tiempo el Viejo Willy fue el referente absoluto del combinado nacional, lugar que a partir de ahora comenzaría a ocupar el 'Pibe'.En 1987 y bajo la dirección técnica de Francisco Maturana, participa en la Copa América 1987 de Argentina. Valderrama marcó un gol en el triunfo 2-0 ante  Bolivia en la primera ronda y se destacó igualmente en la victoria 3-0 ante  Paraguay, con lo cual el equipo colombiano avanza a semifinales, cayendo 2-1 con  Chile. En el juego por el tercer puesto Colombia enfrenta a la campeona mundial reinante Argentina, con Diego Maradona a la cabeza, y le vence 1-2. Culminado el certamen, Valderrama obtiene el título de mejor jugador del torneo, y en diciembre recibe el galardón como Mejor Futbolista de América, otorgado por el periódico uruguayo El País.
Para 1988 Valderrama integra la selección colombiana que viajó a Europa a participar en la Copa Sir Stanley Rous junto a  Inglaterra y  Escocia. En Glasgow el partido terminó 0-0 y en Londres, en el emblemático estadio de Wembley, el 'Pibe' lidera al conjunto cafetero que hizo una gran presentación y que igualó 1-1 con los ingleses gracias a una anotación del defensa Andrés Escobar. Durante la gira europea Colombia jugó también con  Finlandia en Helsinki, derrotando 1-3 a los escandinavos.
Juega la Copa América 1989 realizada en Brasil, donde Colombia quedó eliminada en primera ronda, y en el mismo año las eliminatorias al Mundial de 1990. La Selección, después de superar a  Ecuador y Paraguay en su grupo eliminatorio, debió jugar el repechaje con Israel por un cupo al Mundial, el cual consiguió tras derrotarlo 1-0 en Barranquilla con un gol de Albeiro Usuriaga e igualar 0-0 en Tel Aviv. Con esto Colombia volvía a una Copa del Mundo tras 28 años de ausencia, pues su única participación hasta entonces había sido en Chile 1962.
Durante la Copa Mundial de 1990, en el partido frente a  Emiratos Árabes Unidos Valderrama marcó el segundo gol para la victoria 2-0; frente a  Alemania y a pocos segundos de terminarse el encuentro, el 'Pibe' sirvió un sensacional pase-gol a Freddy Rincón para lograr el marcador final de 1-1 y clasificar a la segunda ronda. Colombia cayó en octavos de final ante Camerún 2-1, pero siempre estuvo la figura de Valderrama como líder y eje del equipo. Fue la mejor figuración de la tricolor en un Mundial hasta el campeonato de Brasil 2014 donde la selección llegó a cuartos de final.
En 1991 la selección queda a cargo del técnico Luis Augusto García, participando en la Copa América 1991 de Chile y terminando cuarta. El resultado más sonado del equipo colombiano fue el triunfo 2-0 ante  Brasil, al cual nunca antes se le había derrotado por el torneo continental.
En 1993 y nuevamente bajo las órdenes del técnico Maturana, Valderrama compitió en la Copa América 1993 de Ecuador, en la que el equipo nacional queda tercero nuevamente. En las eliminatorias al Mundial de 1994 Colombia clasificó directamente como primera de su grupo y jugando de manera brillante, el 'Pibe' otra vez fue reconocido como el mejor futbolista del continente por el diario uruguayo El País. En dicha eliminatoria se recuerda especialmente el famoso partido del 0-5 que le propinó Colombia a  Argentina en Buenos Aires. Ese gran rendimiento llevó a que muchos analistas pronosticaran que Colombia era firme candidata a ganar el título mundial de fútbol, pues sumado al gran rendimiento de Valderrama, otras figuras como Faustino Asprilla, Freddy Rincón o Adolfo Valencia estaban en su apogeo.

Alineación de Colombia antes del partido contra Alemania en Copa Mundial de Fútbol de 1990.

En febrero de 1994 y durante un partido de preparación a la Copa del Mundo, Colombia enfrentó a  Suecia en Miami. Se presentó una acción en la que el jugador Kennet Andersson barrió fuertemente a Valderrama dejándole seriamente afectado. Sin embargo el 'Pibe' aguantó unos minutos más y, lleno de ira, cobró venganza de manera violenta contra el propio Andersson por lo que el juez del encuentro lo expulsó, siendo esta la única vez que vio la tarjeta roja mientras integró la selección tras, hasta ese entonces, unos 60 partidos internacionales. Durante la transmisión del encuentro hay una recordada toma de Valderrama en la banca colombiana, con una bolsa de hielo en la rodilla y con un gesto que evidenciaba su total furia. La lesión de menisco lo tuvo fuera de las canchas por 53 días, y se alcanzó a especular con su no participación en el Mundial.
Colombia era sin duda alguna uno de los equipos que generó más expectativa en el Mundial, al punto que el propio Pelé la daba como favorita para salir campeona. Sin embargo, la selección tuvo un bajo rendimiento, para muchos afectada por amenazas y presiones externas de todo tipo, fue eliminada en primera ronda, situación que desembocó en la trágica muerte del defensa Andrés Escobar.
Después del fracaso rotundo en la Copa estadounidense, el 'Pibe' participó en la selección dirigida por Hernán Darío Gómez que jugó la Copa América 1995 de Uruguay. El equipo tuvo un rendimiento irregular, al punto que en el partido ante Brasil, el arquero René Higuita convirtió un autogol. A la postre el cuadro cafetero terminó tercero del torneo. Ésta fue la última ocasión en que el ícono del fútbol colombiano jugó el certamen de selecciones más antiguo del mundo.
Su última etapa con el equipo nacional colombiano fue en la eliminatoria al Mundial de 1998 y en el propio Mundial francés. Después de una campaña brillante en 1996 donde el equipo cafetero era primero e invicto, y de un desplome en 1997 que amenazó con la eliminación, la selección finalmente se clasificó tercera faltando una fecha. Durante la eliminatoria Valderrama le marcó un gol a  Uruguay y a Bolivia en Barranquilla, y otro a Argentina en Buenos Aires (el segundo partido entre gauchos y cafeteros tras el recordado 0-5). En la Copa Mundial jugada en territorio galo, y fiel a su estilo, el 'Pibe' puso el pase-gol a Léider Preciado en el triunfo ante Túnez 1-0, la cual fue la única anotación colombiana en el torneo. Sin embargo el saldo general no fue bueno pues Colombia quedó eliminada en primera ronda; en el tercer partido de la primera ronda ante los ingleses, el jugador inglés David Beckham intercambia su camiseta con el volante colombiano y le expresó su admiración al final del encuentro que, a la vez, fue la despedida simbólica de Valderrama del fútbol internacional y la culminación de un ciclo importante para el balompié colombiano.
Fue internacional con la Selección de fútbol de Colombia en 111 ocasiones (10 en mundiales, 30 en eliminatorias sudamericanas mundialistas, 27 en Copa América y 44 amistosos) y marcó 11 goles con la selección.

### Participaciones en Torneos internacionales
| Torneo                      | Sede             | Resultado        | PJ | GA | Asis |
| --------------------------- | ---------------- | ---------------- | -- | -- | ---- |
| Sudamericano Sub-20 de 1981 | Ecuador          | Fase de grupos   | 4  | 0  | 1    |
| Copa América 1987           | Argentina        | Tercer lugar     | 4  | 1  | 3    |
| Copa América 1989           | Brasil           | Fase de grupos   | 4  | 0  | 0    |
| Mundial de Italia de 1990   | Italia           | Octavos de final | 4  | 1  | 2    |
| Copa América 1991           | Chile            | Cuarto lugar     | 7  | 0  | 1    |
| Copa América 1993           | Ecuador          | Tercer lugar     | 6  | 0  | 0    |
| Mundial de USA 1994         | Estados Unidos   | Fase de grupos   | 3  | 0  | 1    |
| Copa América 1995           | Uruguay          | Tercer lugar     | 6  | 1  | 3    |
| Mundial de Francia 1998     | Francia          | Fase de grupos   | 3  | 0  | 1    |
| Total en Torneos            | Total en Torneos | Total en Torneos | 41 | 3  | 12   |

### Participaciones enEliminatorias al Mundial
| Eliminatoria                          | Sede del Mundial       | Posición                                                   | Resultado   | PJ | GA | Asis |
| ------------------------------------- | ---------------------- | ---------------------------------------------------------- | ----------- | -- | -- | ---- |
| Eliminatorias Mundial de México 1986  | México                 | 3°lugar 6pts grupo 1 (perdedor de repesca Interna)         | Eliminado   | 2  | 0  | 1    |
| Eliminatorias Mundial de Italia 1990  | Italia                 | 1°lugar 6pts grupo 2 (ganador de repesca intercontinental) | Clasificado | 6  | 0  | 0    |
| Eliminatorias Mundial de USA 1994     | Estados Unidos         | 1°lugar 10pts grupo A                                      | Clasificado | 6  | 0  | 4    |
| Eliminatorias Mundial de Francia 1998 | Francia                | 3°lugar 28pts                                              | Clasificado | 16 | 3  | 6    |
| Total en Eliminatorias                | Total en Eliminatorias | Total en Eliminatorias                                     | 3/4         | 30 | 3  | 11   |

### Goles
| Colombia Absoluta |                         |                                                                |                        |                   |                 |                                 |
| #                 | Fecha                   | Lugar                                                          | Rival                  | Resultado parcial | Resultado final | Competición                     |
| 1                 | 1 de julio de 1987      | Gigante de Arroyito, Rosario, Argentina                        | Bolivia                | 1 - 0             | 2 - 0           | Copa América 1987               |
| 2                 | 30 de marzo de 1988     | Estadio Centenario, Armenia, Colombia                          | Canadá                 | 2 - 0             | 3 - 0           | Amistosos                       |
| 3                 | 24 de junio de 1989     | Miami Orange Bowl, Miami, Estados Unidos                       | Estados Unidos         | 1 - 0             | 1 - 0           | Amistosos                       |
| 4                 | 27 de junio de 1989     | Miami Orange Bowl, Miami, Estados Unidos                       | Haití                  | 3 - 0             | 4 - 0           | Amistosos                       |
| 5                 | 9 de junio de 1990      | Estadio Renato Dall'Ara, Bologna, Italia                       | Emiratos Árabes Unidos | 2 - 0             | 2 - 0           | Copa Mundial 1990               |
| 6                 | 22 de julio de 1995     | Estadio Domingo Burgueño, Maldonado, Uruguay                   | Estados Unidos         | 2 - 0             | 4 - 1           | Copa América 1995               |
| 7                 | 7 de julio de 1996      | Estadio Metropolitano Roberto Meléndez, Barranquilla, Colombia | Uruguay                | 2 - 0             | 3 - 1           | Clasificación Copa Mundial 1998 |
| 8                 | 20 de agosto de 1997    | Estadio Metropolitano Roberto Meléndez, Barranquilla, Colombia | Bolivia                | 2 - 0             | 3 - 0           | Clasificación Copa Mundial 1998 |
| 9                 | 16 de noviembre de 1997 | La Bombonera, Buenos Aires, Argentina                          | Argentina              | 1 - 0             | 1 - 1           | Clasificación Copa Mundial 1998 |
| 10                | 23 de mayo de 1998      | Giants Stadium, East Rutherford, Estados Unidos                | Escocia                | 1 - 0             | 2 - 2           | Amistosos                       |
| 11                | 31 de mayo de 1998      | Waldstadion, Fráncfort, Alemania                               | Alemania               | 1 - 3             | 1 - 3           | Amistosos                       |

## Después del retiro

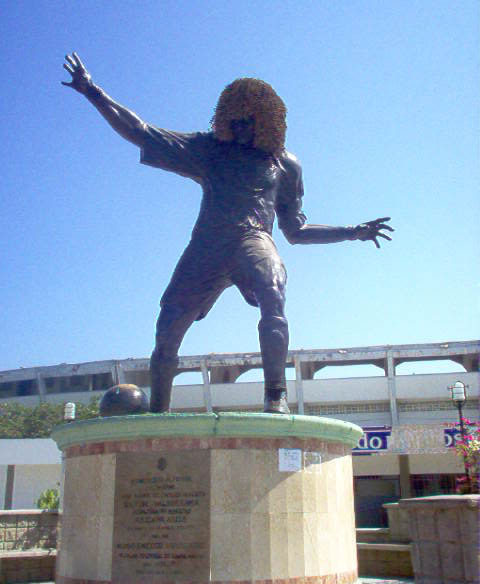
Estatua del Pibe Valderrama en su ciudad natal, Santa Marta.

Aunque su último partido oficial por la liga de Estados Unidos fue en el equipo Colorado Rapids en septiembre de 2002, apenas el 1 de febrero de 2004 se realizó su partido de homenaje por su retiro oficial. Al encuentro de despedida asistieron figuras internacionales como José Luis Chilavert, Diego Armando Maradona, Enzo Francescoli, sus amigos y compañeros de la Selección, y el cantante y admirador Carlos Vives. Asistieron esa noche 56.000 espectadores al Estadio Metropolitano de Barranquilla, que no dejaron de ovacionar al emblemático 10 del equipo colombiano en su despedida. Antes de iniciar el partido, el himno nacional fue interpretado por Joe Arroyo. El partido se disputó entre los equipos "Amigos de Colombia" (uniforme blanco) y "Amigos del Mundo" (uniforme azul) y terminó 3-3, el último gol fue marcado por el mismo Valderrama, antes de salir de la cancha y ser reemplazado por su hijo Alan.
A partir del segundo semestre de 2007 aceptó la dirección deportiva y la asistencia técnica del club de fútbol colombiano Junior de Barranquilla, haciendo dupla técnica con Luís Grau, ambos exjugadores y campeones de la liga nacional con este club en la década final del siglo XX. El 31 de octubre de 2007, en el duelo por la fecha 15 del Torneo Finalización en Barranquilla contra América, le mostró un billete de 50 mil pesos (la denominación más alta en el país) al árbitro Óscar Ruiz, luego que sancionara un penal polémico en contra del Junior el cual El Pibe siempre afirmó ser mal sancionado. En declaraciones posteriores, Valderrama ratificó su denuncia contra el juez. La División Mayor del Fútbol Colombiano sancionó al 'Pibe' por 10 partidos, una alta multa y fue denunciado por calumnia por parte del árbitro llanero. Asimismo, Luis Grau, su compañero en el cuerpo técnico pidió disculpas al país por la conducta de Valderrama.
En 2011 se confirmó que el 'Pibe' Valderrama iba a jugar el Hexagonal del Olaya, el torneo más importante del fútbol aficionado en Colombia, entre diciembre de 2011 y enero de 2012 con el club Centenario - Kimo.
En 2012 el Comité Olímpico Internacional lo escogió como uno de los representantes para llevar la Llama Olímpica durante los Juegos Olímpicos de Londres 2012. Su recorrido con la antorcha, fue en Berkshire, un condado de Inglaterra.
El 7 de enero de 2013 fue invitado a la gala del Balón de Oro organizado por la FIFA para entregar la distinción Premio Puskás al mejor gol del año 2012. Además bromeó con el presentador del evento, el exjugador de fútbol Ruud Gullit quién recordó la época en la que ambos jugadores, poseían sus populares melenas.
El 30 de julio de 2013 aceptó la invitación de la Organización Nacional Indígena de Colombia para entrenar a la selección indígena de fútbol de Colombia con la asistencia técnica de Faustino Asprilla.
El 28 de noviembre de 2013 supuestamente anunció su candidatura al senado por el Partido de la U para las elecciones de marzo de 2014, pero finalmente manifestó  que no iba formar parte de la lista al Senado por el Partido de la U, tal como se había anunciado durante una convención de ese movimiento.
Actualmente "El Pibe" sigue relacionado con el mundo del fútbol. Valderrama sube resúmenes del fútbol Colombiano y de las eliminatorias sudamericanas de la Conmebol en su canal de YouTube con regularidad en los cuales también da su opinión sobre algunos partidos y de vez en cuando entrevista a algunos personajes importantes en la historia del fútbol Colombiano en la sección "Un Rato Con El Pibe". Valderrama ya cuenta con más de 200 mil suscriptores en su canal de YouTube.

## Estadísticas

### Clubes
| Club | Div             | Temporada       | Liga  | Liga  | Liga   | Copas nacionales(1) | Copas nacionales(1) | Copas nacionales(1) | Torneos internacionales(2) | Torneos internacionales(2) | Torneos internacionales(2) | Otras competiciones(3) | Otras competiciones(3) | Otras competiciones(3) | Total | Total | Total  | Media goleadora(4) |
| Club | Div             | Temporada       | Part. | Goles | Asist. | Part.               | Goles               | Asist.              | Part.                      | Goles                      | Asist.                     | Part.                  | Goles                  | Asist.                 | Part. | Goles | Asist. | Media goleadora(4) |
| --- | --------------- | --------------- | ----- | ----- | ------ | ------------------- | ------------------- | ------------------- | -------------------------- | -------------------------- | -------------------------- | ---------------------- | ---------------------- | ---------------------- | ----- | ----- | ------ | ------------------ |
| Unión Magdalena · Colombia | 1.ª             | 1981            | 15    | 1     | ?      | 1                   | 0                   | 0                   | —                          | —                          | —                          | —                      | —                      | —                      | 16    | 1     | ?      | 0,06               |
| Unión Magdalena · Colombia | 1.ª             | 1982            | 43    | 2     | ?      | —                   | —                   | —                   | —                          | —                          | —                          | —                      | —                      | —                      | 43    | 2     | ?      | 0,04               |
| Unión Magdalena · Colombia | 1.ª             | 1983            | 36    | 2     | ?      | —                   | —                   | —                   | —                          | —                          | —                          | —                      | —                      | —                      | 36    | 2     | ?      | 0,08               |
| Unión Magdalena · Colombia | Total club      | Total club      | 94    | 5     | ?      | 1                   | 0                   | 0                   | 0                          | 0                          | 0                          | 0                      | 0                      | 0                      | 95    | 6     | ?      | 0,05               |
| Millonarios de Bogotá · Colombia | 1.ª             | 1984            | 33    | 0     | ?      | —                   | —                   | —                   | —                          | —                          | —                          | —                      | —                      | —                      | 33    | 0     | ?      | 0,00               |
| Deportivo Cali · Colombia | 1.ª             | 1985            | 48    | 13    | ?      | —                   | —                   | —                   | —                          | —                          | —                          | —                      | —                      | —                      | 48    | 13    | ?      | 0.27               |
| Deportivo Cali · Colombia | 1.ª             | 1986            | 46    | 5     | ?      | —                   | —                   | —                   | 6                          | 0                          | 2                          | —                      | —                      | —                      | 52    | 5     | +2     | 0,09               |
| Deportivo Cali · Colombia | 1.ª             | 1987            | 37    | 4     | ?      | —                   | —                   | —                   | 6                          | 1                          | 2                          | —                      | —                      | —                      | 43    | 5     | +2     | 0.12               |
| Deportivo Cali · Colombia | 1.ª             | 1988            | 12    | 3     | ?      | —                   | —                   | —                   | —                          | —                          | —                          | —                      | —                      | —                      | 12    | 3     | ?      | 0,25               |
| Deportivo Cali · Colombia | Total 1.ª etapa | Total 1.ª etapa | 143   | 25    | ?      | 0                   | 0                   | 0                   | 12                         | 1                          | 4                          | 0                      | 0                      | 0                      | 155   | 26    | +4     | 0.17               |
| Montpellier HSC Francia | 1.ª             | 1988-89         | 24    | 1     | 5      | 2                   | 0                   | 0                   | 1                          | 0                          | 0                          | —                      | —                      | —                      | 27    | 1     | 5      | 0,03               |
| Montpellier HSC Francia | 1.ª             | 1989-90         | 18    | 1     | 4      | 5                   | 1                   | 1                   | —                          | —                          | —                          | —                      | —                      | —                      | 23    | 2     | 5      | 0.09               |
| Montpellier HSC Francia | 1.ª             | 1990-91         | 35    | 2     | 9      | 2                   | 0                   | 0                   | 4                          | 0                          | 2                          | —                      | —                      | —                      | 41    | 2     | 11     | 0.05               |
| Montpellier HSC Francia | Total club      | Total club      | 77    | 4     | 18     | 9                   | 1                   | 1                   | 5                          | 0                          | 2                          | 0                      | 0                      | 0                      | 91    | 5     | 21     | 0.05               |
| Real Valladolid · España | 1.ª             | 1991-92         | 17    | 1     | 1      | 4                   | 0                   | 2                   | —                          | —                          | —                          | —                      | —                      | —                      | 21    | 1     | 3      | 0.05               |
| Independiente Medellín · Colombia | 1.ª             | 1992            | 38    | 3     | +2     | —                   | —                   | —                   | —                          | —                          | —                          | —                      | —                      | —                      | 38    | 3     | +2     | 0.08               |
| Junior de Barranquilla · Colombia | 1.ª             | 1993            | 35    | 4     | 12     | —                   | —                   | —                   | —                          | —                          | —                          | —                      | —                      | —                      | 35    | 4     | 12     | 0.11               |
| Junior de Barranquilla · Colombia | 1.ª             | 1994            | 18    | 1     | 7      | —                   | —                   | —                   | 7                          | 0                          | 2                          | —                      | —                      | —                      | 25    | 1     | 9      | 0.04               |
| Junior de Barranquilla · Colombia | 1.ª             | 1995            | 29    | 4     | 6      | —                   | —                   | —                   | —                          | —                          | —                          | —                      | —                      | —                      | 29    | 4     | 6      | 0.14               |
| Junior de Barranquilla · Colombia | Total club      | Total club      | 82    | 9     | 25     | 0                   | 0                   | 0                   | 7                          | 0                          | 2                          | 0                      | 0                      | 0                      | 89    | 9     | 27     | 0.1                |
| Tampa Bay Mutiny Estados Unidos | 1.ª             | 1996            | 23    | 4     | 17     | 1                   | 1                   | 0                   | —                          | —                          | —                          | 4                      | 0                      | 2                      | 28    | 5     | 19     | 0.18               |
| Deportivo Cali · Colombia | 1.ª             | 1996-97         | 18    | 4     | 3      | —                   | —                   | —                   | 6                          | 1                          | 1                          | —                      | —                      | —                      | 24    | 5     | 4      | 0,20               |
| Deportivo Cali · Colombia | Total club      | Total club      | 161   | 29    | +3     | 0                   | 0                   | 0                   | 18                         | 2                          | 5                          | 0                      | 0                      | 0                      | 179   | 31    | +8     | 0.17               |
| Tampa Bay Mutiny Estados Unidos | 1.ª             | 1997            | 20    | 3     | 19     | 1                   | 0                   | 0                   | —                          | —                          | —                          | 2                      | 0                      | 1                      | 23    | 3     | 20     | 0.13               |
| Tampa Bay Mutiny Estados Unidos | Total 1.ª etapa | Total 1.ª etapa | 43    | 7     | 36     | 2                   | 1                   | 0                   | 0                          | 0                          | 0                          | 6                      | 0                      | 3                      | 51    | 8     | 39     | 0.16               |
| Miami Fusion Estados Unidos | 1.ª             | 1998            | 18    | 2     | 12     | 1                   | 0                   | 0                   | —                          | —                          | —                          | 2                      | 0                      | 0                      | 21    | 2     | 12     | 0.1                |
| Miami Fusion Estados Unidos | 1.ª             | 1999            | 4     | 1     | 2      | —                   | —                   | —                   | —                          | —                          | —                          | —                      | —                      | —                      | 4     | 1     | 2      | 0,25               |
| Miami Fusion Estados Unidos | Total club      | Total club      | 22    | 3     | 14     | 1                   | 0                   | 0                   | 0                          | 0                          | 0                          | 2                      | 0                      | 0                      | 25    | 3     | 14     | 0,11               |
| Tampa Bay Mutiny Estados Unidos | 1.ª             | 1999            | 27    | 3     | 13     | 2                   | 0                   | 1                   | —                          | —                          | —                          | 2                      | 0                      | 0                      | 31    | 3     | 14     | 0.1                |
| Tampa Bay Mutiny Estados Unidos | 1.ª             | 2000            | 32    | 1     | 26     | 2                   | 0                   | 1                   | —                          | —                          | —                          | 2                      | 0                      | 0                      | 36    | 1     | 27     | 0.03               |
| Tampa Bay Mutiny Estados Unidos | 1.ª             | 2001            | 12    | 1     | 6      | 1                   | 0                   | 0                   | —                          | —                          | —                          | —                      | —                      | —                      | 13    | 1     | 6      | 0.08               |
| Tampa Bay Mutiny Estados Unidos | Total 2.ª etapa | Total 2.ª etapa | 71    | 5     | 45     | 5                   | 0                   | 2                   | 0                          | 0                          | 0                          | 4                      | 0                      | 0                      | 80    | 5     | 47     | 0.06               |
| Tampa Bay Mutiny Estados Unidos | Total club      | Total club      | 114   | 12    | 81     | 7                   | 1                   | 2                   | 0                          | 0                          | 0                          | 10                     | 0                      | 3                      | 131   | 13    | 86     | 0.1                |
| Colorado Rapids Estados Unidos | 1.ª             | 2001            | 12    | 0     | 3      | —                   | —                   | —                   | —                          | —                          | —                          | —                      | —                      | —                      | 12    | 0     | 3      | 0,00               |
| Colorado Rapids Estados Unidos | 1.ª             | 2002            | 27    | 1     | 16     | 2                   | 0                   | 1                   | —                          | —                          | —                          | 5                      | 1                      | 0                      | 34    | 2     | 17     | 0.06               |
| Colorado Rapids Estados Unidos | Total club      | Total club      | 39    | 1     | 19     | 2                   | 0                   | 1                   | 0                          | 0                          | 0                          | 5                      | 1                      | 0                      | 46    | 2     | 20     | 0.04               |
| Total carrera | Total carrera   | Total carrera   | 677   | 67    | +199   | 24                  | 2                   | 6                   | 30                         | 2                          | 9                          | 17                     | 1                      | 3                      | 748   | 72    | +217   | 0.1                |
| (1) Incluye datos de la Copa de la Paz (1983-85) y MLS Cup Playoffs (1996-02). (2) Incluye datos de la Copa Colombia (1981); Copa de Francia (1989-91); Copa del Rey (1991); U. S. Open Cup (1996-02). (3) Incluye datos de la Copa de la UEFA / Recopa de Europa de la UEFA (1988-91); Copa Libertadores (1986-97). (4) No incluye goles en partidos amistosos. |                 |                 |       |       |        |                     |                     |                     |                            |                            |                            |                        |                        |                        |       |       |        |                    |

### Selecciones
| Selección                                                                                                 | Año           | Amistosos | Amistosos | Amistosos | Sudamérica(1) | Sudamérica(1) | Sudamérica(1) | Mundial(2) | Mundial(2) | Mundial(2) | Total | Total | Total  | Media goleadora |
| Selección                                                                                                 | Año           | Part.     | Goles     | Asist.    | Part.         | Goles         | Asist.        | Part.      | Goles      | Asist.     | Part. | Goles | Asist. | Media goleadora |
| --- | ------------- | --------- | --------- | --------- | ------------- | ------------- | ------------- | ---------- | ---------- | ---------- | ----- | ----- | ------ | --------------- |
| Sub-20 · Colombia                                                                                         | 1981          | —         | —         | —         | 4             | 0             | 1             | —          | —          | —          | 4     | 0     | 1      | 0,00            |
| Adulta · Colombia                                                                                         |               |           |           |           |               |               |               |            |            |            |       |       |        |                 |
| 1985 | —             | —         | —         | 2         | 0             | 1             | —             | —          | —          | 2          | 0     | 1     | 0,00   |                 |
| 1986 | —             | —         | —         | —         | —             | —             | —             | —          | —          | 0          | 0     | 0     | 0,00   |                 |
| 1987 | —             | —         | —         | 4         | 1             | 3             | —             | —          | —          | 4          | 1     | 3     | 0,25   |                 |
| 1988 | 5             | 1         | 4         | —         | —             | —             | —             | —          | —          | 5          | 1     | 4     | 0,20   |                 |
| 1989 | 4             | 2         | 1         | 10        | 0             | 0             | —             | —          | —          | 14         | 2     | 1     | 0,14   |                 |
| 1990 | 1             | 0         | 1         | —         | —             | —             | 4             | 1          | 2          | 5          | 1     | 3     | 0,20   |                 |
| 1991 | 2             | 0         | 2         | 7         | 0             | 1             | —             | —          | —          | 9          | 0     | 3     | 0,00   |                 |
| 1992 | 2             | 0         | 0         | —         | —             | —             | —             | —          | —          | 2          | 0     | 0     | 0,00   |                 |
| 1993 | 4             | 0         | 2         | 12        | 0             | 4             | —             | —          | —          | 16         | 0     | 6     | 0,00   |                 |
| 1994 | 8             | 0         | 2         | —         | —             | —             | 3             | 0          | 1          | 11         | 0     | 3     | 0,00   |                 |
| 1995 | 7             | 0         | 1         | 6         | 1             | 3             | —             | —          | —          | 13         | 1     | 4     | 0,08   |                 |
| 1996 | 4             | 0         | 5         | 7         | 1             | 4             | —             | —          | —          | 11         | 1     | 9     | 0,09   |                 |
| 1997 | 2             | 0         | 0         | 9         | 2             | 2             | —             | —          | —          | 11         | 2     | 2     | 0,18   |                 |
| 1998 | 5             | 2         | 1         | —         | —             | —             | 3             | 0          | 1          | 8          | 2     | 2     | 0,25   |                 |
| Total | 44            | 5         | 19        | 57        | 5             | 18            | 10            | 1          | 4          | 111        | 11    | 41    | 0,10   |                 |
| Total carrera                                                                                             | Total carrera | 44        | 5         | 19        | 61            | 5             | 19            | 10         | 1          | 4          | 115   | 11    | 42     | 0,10            |
| (1) Incluye datos del Sudamericano Sub-20 (1981); Clasificatorias Sudamericanas / Copa América (1985-97). |               |           |           |           |               |               |               |            |            |            |       |       |        |                 |

### Resumen estadístico
| Competición           | Partidos | Goles | Promedio | Asistencias | Promedio | Goles y asistencias | Promedio |
| --------------------- | -------- | ----- | -------- | ----------- | -------- | ------------------- | -------- |
| Primera División      | 654      | 59    | 0.09     | 138         | 0.21     | 197                 | 0.3      |
| Copas nacionales      | 24       | 2     | 0.08     | 6           | 0.25     | 8                   | 0.33     |
| Copas internacionales | 30       | 2     | 0.07     | 9           | 0.3      | 11                  | 0.37     |
| Selección adulta      | 111      | 11    | 0,10     | 40          | 0,36     | 51                  | 0,46     |
| Selección sub-20      | 4        | 0     | 0,00     | 1           | 0,25     | 1                   | 0,25     |
| Total                 | 823      | 74    | 0.09     | 194         | 0.24     | 269                 | 0.33     |

## Palmarés

### Campeonatos nacionales
| Título                         | Club                   | País         | Año     |
| ------------------------------ | ---------------------- | ------------ | ------- |
| Copa de Francia                | Montpellier HSC        | París        | 1989/90 |
| Categoría Primera A            | Junior de Barranquilla | Barranquilla | 1993    |
| Categoría Primera A            | Junior de Barranquilla | Bogotá       | 1995    |
| Conferencia del Este de la MLS | Tampa Bay Mutiny       | Tampa        | 1996    |
| MLS Supporters' Shield         | Tampa Bay Mutiny       | Tampa        | 1996    |

### Distinciones individuales
| Distinción                                                                                                | Año  |
| --- | ---- |
| Futbolista sudamericano del año Según Diario El Mundo                                                     | 1987 |
| Mejor Jugador de la Copa América 1987                                                                     | 1987 |
| Futbolista sudamericano del año                                                                           | 1987 |
| Incluido en el Equipo Ideal de América                                                                    | 1987 |
| Deportista del año en Colombia                                                                            | 1993 |
| Incluido en el Equipo Ideal de América                                                                    | 1993 |
| Futbolista sudamericano del año                                                                           | 1993 |
| Incluido en el once ideal de la Major League Soccer                                                       | 1996 |
| Jugador más Valioso de la MLS                                                                             | 1996 |
| Jugador más valioso del Juego de Estrellas de la MLS                                                      | 1996 |
| Incluido en el Equipo Ideal de América                                                                    | 1996 |
| Jugador más valioso del Juego de Estrellas de la MLS                                                      | 1997 |
| Premios Deportivos Latinos como reconocimiento a su trayectoria futbolística                              | 1997 |
| Incluido en el once ideal de la Major League Soccer                                                       | 1997 |
| Incluido en el selecto Club de los Cien de la FIFA                                                        | 1998 |
| Incluido en el once ideal de la Major League Soccer                                                       | 2000 |
| 39.º Lugar en Ranking del Mejor jugador sudamericano del siglo por la IFFHS                               | 2004 |
| Incluido en los FIFA 100                                                                                  | 2004 |
| Orden al Mérito Deportivo de la Colfútbol, en grado de Gran Medalla de Oro                                | 2004 |
| Premiado con el título Honoris causa por la Universidad del Magdalena                                     | 2008 |
| Elegido por la Dimayor como uno de los 5 futbolistas más grandes de Colombia                              | 2008 |
| Lugar destacado en el Museo Electrónico de la CONMEBOL                                                    | 2009 |
| Premiado por la Asociación Mundial de Boxeo por su aporte al deporte mundial                              | 2009 |
| Elegido como el futbolista más grande en la historia del Atlético Junior                                  | 2009 |
| Incluido en la Selección Histórica de la Copa América                                                     | 2011 |
| Elegido como el 'Rey del fútbol colombiano' según los usuarios de la web deportiva Futbolred              | 2012 |
| Elegido como el 'Rey del fútbol colombiano' según los usuarios de la web deportiva www.futbolespasion.com | 2012 |
| Premio Golden Foot por dejar su huella en el Fútbol Mundial                                               | 2013 |
| Miembro del Salón de la Fama del Fútbol                                                                   | 2014 |

### Récords
- Segundo jugador con más partidos disputados con Selección de fútbol de Colombia.
- Junto a Freddy Rincón y Farid Mondragon, son los únicos jugadores colombianos que han actuado en tres campeonatos del mundo para su selección.

| Predecesor: Antonio Alzamendi | Futbolista del año en Sudamérica 1987              | Sucesor: Rubén Paz             |
| Predecesor: Raí               | Futbolista del año en Sudamérica 1993              | Sucesor: Cafú                  |
| Predecesor: Ninguno           | Jugador Más Valioso de la Major League Soccer 1996 | Sucesor: Predrag Radosavljević |

## Filmografía
Valderrama participó en algunas películas, y programas de televisión colombiana básicamente, en participaciones especiales actuando como él mismo. Una de las películas es El paseo 2 del año 2012, precisamente como participación especial.
Por el canal Caracol Televisión se transmitió una serie de televisión llamada La Selección, en la que él fue interpretado por el actor Édgar Vittorino. En 2013 hizo parte de la película colomboargentina Por un puñado de pelos, dirigida por Néstor Montalbano, en la cual Valderrama hace el papel de Nemesio: El alcalde. Fue entrevistado por Phineas y Ferb en su programa Toma dos, donde estos personajes hacen una expedición de exploración en la cabellera del Pibe. Y posteriormente participa en el programa de HBO Max Bake Off Celebrity, el gran pastelero: Colombia (2022).
Participa Actualmente del Desafío XX como uno los jefes de equipo